# Tuğay
Tuğay è un comune dell'Azerbaigian situato nel distretto di Siyəzən.